# Clann Zú (album)
Clann Zú to tytuł wydanego w 2000 pierwszego albumu zespołu Clann Zú.

## Lista utworów
1. "of course it is" – 5:58
2. "An bád dubh" – 3:57
3. "Absence makes the heart die" – 8:08
4. "Hi fat lo fat" – 4:01
5. "The sailor who fell from grace with the sea " – 2:56

## Twórcy
- Declan De Barra – wokal
- Russel Fawcus – skrzypce elektryczne
- Benjamin Andrews – gitara elektryczna
- Liam Andrews – gitara basowa